# Ewa Prauss-Płoska
Ewa Prauss-Płoska, ps. „Ewa” (ur. 4 grudnia 1913 w Zakopanem, zm. 22 kwietnia 1986 w Warszawie) – żołnierz Kedywu Armii Krajowej („Dysk”, „Disk” – „Dywersja i Sabotaż Kobiet”), następnie komórki wywiadu batalionu „Parasol”, uczestnik powstania warszawskiego.

## Życiorys
Była córką Ksawerego Praussa (1874–1925), działacza Polskiej Partii Socjalistycznej, ministra wyznań religijnych i oświecenia publicznego w rządzie Jędrzeja Moraczewskiego, senatora RP (1922–1925) i Zofii Prauss z d. Kulesza (1878–1945), członkini Organizacji Bojowej PPS, posłanki na Sejm RP z listy PPS 1922–1930.
W okresie okupacji niemieckiej żołnierz Kedywu Komendy Głównej Armii Krajowej – Oddział Specjalny (OS) „Lena” – „Dysk”, „Disk” („Dywersja i Sabotaż Kobiet”) pod dowództwem mjr Wandy Gertz – „Leny”. Z „Dysku” przeniesiona razem z „Hanką” do komórki wywiadowczej batalionu „Parasol”. Współpracowała z Aleksandrem Kunickim „Rayskim” w ramach akcji „Główki”. W ciągu kilku miesięcy szczegółowo rozpracowała kilku funkcjonariuszy niemieckich, m.in. Franza Bürkla – zastępcę komendanta Pawiaka, Augusta Kretschmanna – zastępcę komendanta Gęsiówki i znanych z sadyzmu wobec więźniów: Ernsta Weffelsa i Engelberta Frühwirtha.
W czasie powstania warszawskiego walczyła w składzie Zgrupowania „Radosław”, pułk „Broda 53", kompania „Lena” („Dysk”) na szlaku Wola – Stare Miasto, przejście kanałami do Śródmieścia, następnie Czerniaków. Na rozkaz płk. Jana Mazurkiewicza „Radosława” wraz z Alicją Duchińską „Inką” z Armii Ludowej w nocy z 13/14 września 1944 przeprawiły się przez Wisłę na Saską Kępę, by poinformować dowództwo Armii Czerwonej i 1 Armii Wojska Polskiego o sytuacji w walczącym mieście.
Zmarła w 1986, pochowana na Cmentarzu Wojskowym na Powązkach (kwatera C 2, rząd 6, grób 15).

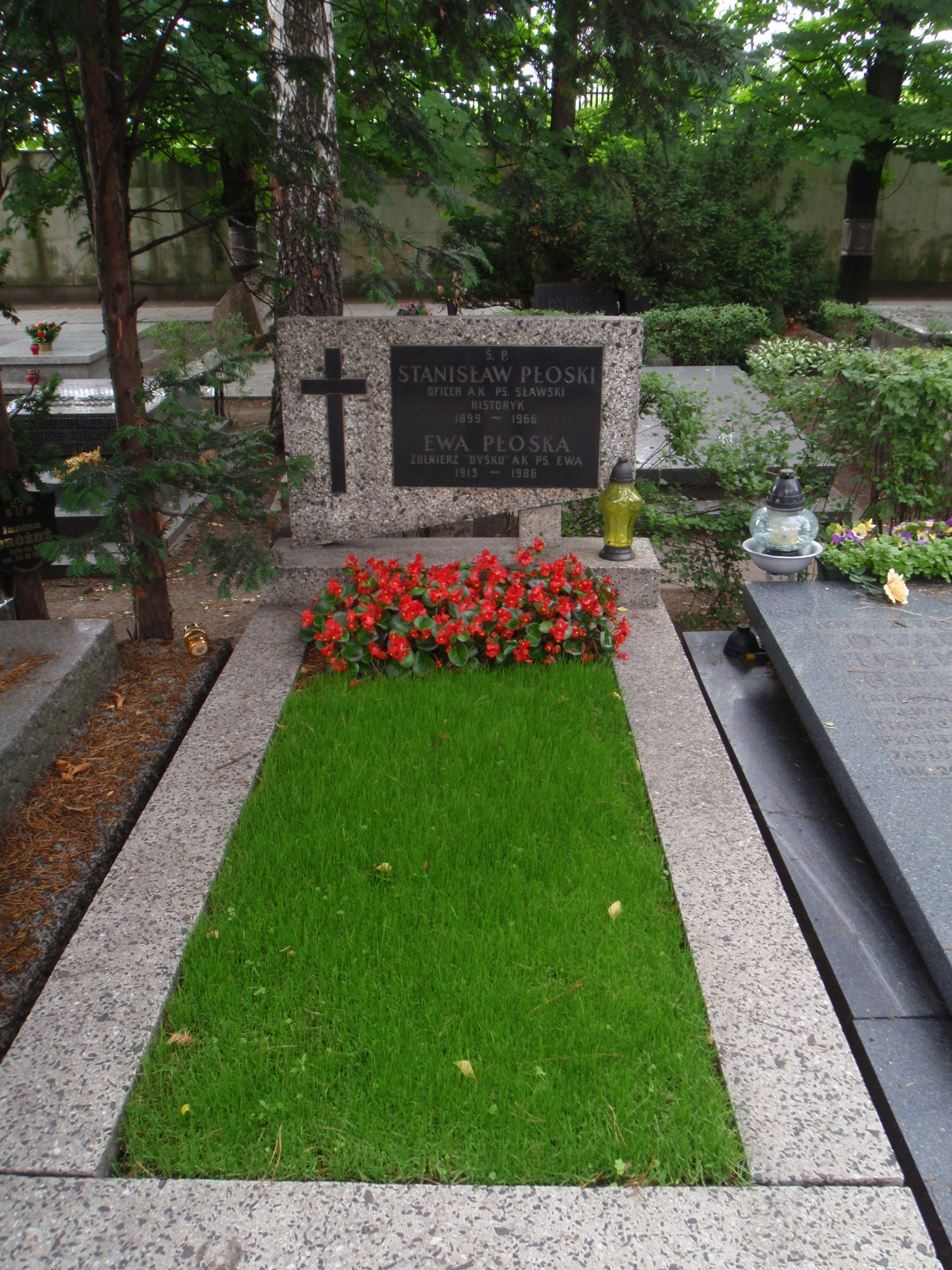
Grób Stanisława Płoskiego i Ewy Prauss-Płoskiej na Cmentarzu Wojskowym na Powązkach w Warszawie

## Rodzina
Tuż przed II wojną światową poślubiła Stanisława Płoskiego (1899-1966), historyka, przed wojną w Wojskowym Biurze Historycznym, w czasie wojny oficera w Komendzie Głównej Armii Krajowej. Ich córką jest Zofia Romaszewska (ur. 1940), wnuczką — Agnieszka Romaszewska-Guzy.